# Stazione di Napoli Piazza Amedeo
Stazione di Napoli Piazza Amedeo vasútállomás Olaszországban, Nápoly településen.

## Vasútvonalak
Az állomást az alábbi vasútvonalak érintik:
- Villa Literno-Nápoly-vasútvonal

## Kapcsolódó állomások
A vasútállomáshoz az alábbi állomások vannak a legközelebb:
- Stazione di Napoli Montesanto (Stazione di Napoli San Giovanni-Barra, Line 2)
- Stazione di Napoli Mergellina (Stazione di Pozzuoli Solfatara, Line 2)
- Stazione di Napoli Mergellina (Stazione di Napoli Campi Flegrei)
- Stazione di Napoli Montesanto (Stazione di Castellammare di Stabia)
- Stazione di Napoli Montesanto (Stazione di Salerno)
- Stazione di Napoli Montesanto (Stazione di Caserta)